# 近田站

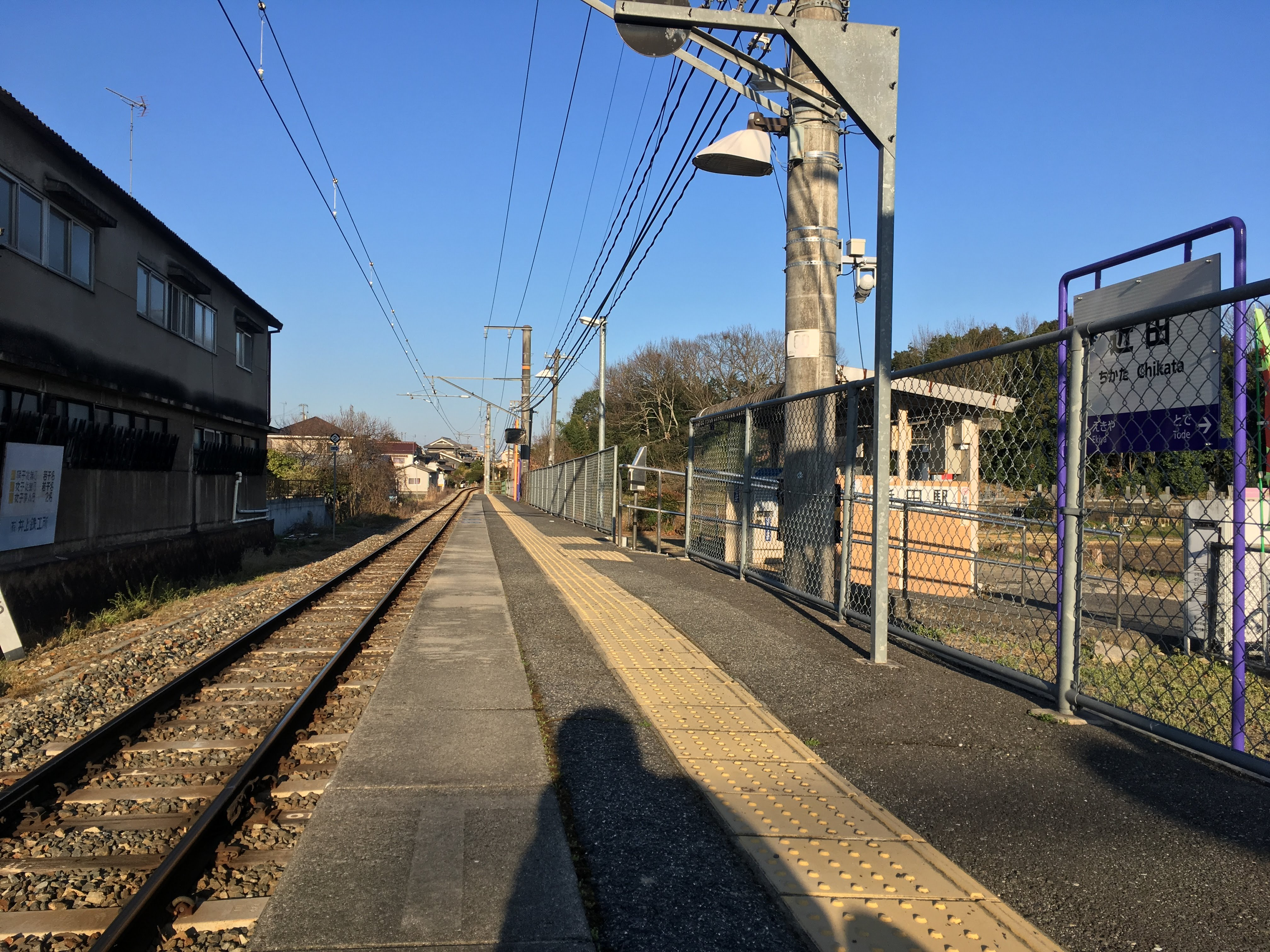
月台（2019年3月）

近田站（日语：／ Chikata eki */?）是位於廣島縣福山市驛家町大字近田，西日本旅客鐵道（JR西日本）的福鹽線車站。

## 歷史
- 1914年（大正3年）7月21日 - 兩備輕便鐵道開設此站。
  - 當時車站位於廣島縣蘆品郡近田村。
- 1926年（大正15年）6月26日 - 兩備輕便鐵道改名為兩備鐵道。
- 1933年（昭和8年）
  - 9月1日 - 兩備鐵道被國有化，成為國有鐵道福鹽線車站[1]。
  - 11月15日 - 福鹽北線開通，使與福鹽線改名為福鹽南線。
- 1938年（昭和13年）7月28日 - 府中站至上下站之間開通，使福鹽北線和福鹽南線合併成為福鹽線。
- 1952年（昭和27年）4月1日 - 結束貨物起卸業務[2]。
- 1955年（昭和30年）1月1日 - 隨著驛家町（日语：駅家町）（第二次）成立，車站地址變為廣島縣蘆品郡驛家町大字近田。
- 1970年（昭和45年）12月10日 - 成為無人車站（簡易委託化）。
- 1975年（昭和50年）2月1日 - 驛家町（第二次）編入福山市（第二次），車站地址變為廣島縣福山市驛家町大字近田。
- 1987年（昭和62年）4月1日 - 伴隨國鐵分割民營化，車站由西日本旅客鐵道（JR西日本）營運。

## 車站構造
車站是一座地面車站，設有1面1線的單式月台。前往府中方向的列車會開啟左邊車門。
此站是由福山站管理的無人車站，此站沒有車站大樓。月台出入口直接連接月台。
月台上的候車室內設有自動售票機，此站不可使用ICOCA。

## 利用狀況
以下為近年1日平均乘車人次列表
| 年度               | 1日平均 乘車人次 |
| ------------------ | ---------------- |
| 2001年（平成13年） | 271              |
| 2002年（平成14年） | 258              |
| 2003年（平成15年） | 254              |
| 2004年（平成16年） | 233              |
| 2005年（平成17年） | 222              |
| 2006年（平成18年） | 200              |
| 2007年（平成19年） | 191              |
| 2008年（平成20年） | 181              |
| 2009年（平成21年） | 197              |
| 2010年（平成22年） | 186              |
| 2011年（平成23年） | 194              |
| 2012年（平成24年） | 189              |
| 2013年（平成25年） | 205              |
| 2014年（平成26年） | 211              |
| 2015年（平成27年） | 205              |
| 2016年（平成28年） | 211              |
| 2017年（平成29年） | 214              |
| 2018年（平成30年） | 219              |

## 車站周邊
- 國道486號（日语：国道486号）
- HALOWS（日语：ハローズ）驛家Mall店
- 家品中心 Yuho驛家店
- 島村（日语：しまむら）時尚中心驛家店

## 相鄰車站
西日本旅客鐵道（JR西日本）
 福鹽線
驛家－近田－戶手

## 注腳
1. ↑  日本《官報》第1998號「鐵道省告示第385號」，1933年8月28日：第800頁。
2. ↑  「日本国有鉄道公示第88号」『官報』1952年3月17日（國立國會圖書館數碼化收藏）
3. ↑  統計福山

## 外部連結
- 近田｜車站資訊：JR出門網 - 西日本旅客鐵道（日語）